# Mitra saltata
Mitra saltata är en snäckart. Mitra saltata ingår i släktet Mitra och familjen Mitridae. Inga underarter finns listade i Catalogue of Life.